# Eduard Marxsen
Eduard Marxsen, né le 23 juillet 1806 et mort le 18 novembre 1887, est un pianiste, compositeur et professeur de musique allemand. Il passe à la postérité pour avoir été le premier professeur de Johannes Brahms.

## Biographie
Marxsen est né en Nienstädten, près d'Altona (aujourd'hui quartier de Hambourg). Il est le fils de l'organiste d'Altona, Detlef Johann Marxsen (1758–1830) et de Sophia Eleonora Johanna Michels (1767–1847). À dix-huit ans il entend pour la première fois un opéra qui décide de sa carrière musicale.

### Formation
Il reçoit ses premières leçons suivies de musique à l'âge de 19 ans, à Hambourg, du compositeur et professeur Johann Heinrich Clasing (1779–1829), pour le clavier et la basse continue (1824–27) à raison de deux cours par mois. Les premières compositions pour piano à deux et quatre mains de Marxsen datent de 1826 et une œuvre de chambre l'année suivante, le montre intéressé par le style brillant proche de Weber. Il travaille six à huit heures par jour, et assiste son père – dont la santé se détériore – pendant trois ans, jusqu'à la mort de celui-ci, le 26 avril 1830,.
En novembre de même année, avec son frère Luis, il part poursuivre sa formation à Vienne, à l'Académie de musique. Il prend des leçons de contrepoint d'Ignaz von Seyfried (un élève de Haydn puis de Mozart). Seyfried avait dirigé la première du Fidelio de Beethoven était un ami de celui-ci. À cet enseignement s'ajoute celui de Simon Sechter et de Johann Heinrich Clasing et pour le piano de Carl Maria von Bocklet (un ami intime de Schubert).

### Carrière
Après son retour, il donne son premier concert à Hambourg, le 15 novembre 1834. Il a vingt-sept ans. Il joue une sélection de ses œuvres, écrites à Vienne parmi les dix-huit composées. Puis dans un des concertos de Beethoven, pour un concert dédié à la mémoire du compositeur le 12 novembre 1835. Après un séjour à Copenhague, il donne un troisième grand concert, en mars deux ans plus tard, avec notamment le  concerto en ut mineur de Mozart, dont il assure la partie soliste. L'œuvre de Mozart provoque l'enthousiasme du public, relayé par les journaux.
De 1837 à 1852 il travaille à Hambourg, comme professeur de musique, piano et contrepoint. De 1855 à 1887, il est enseignant à Altona et le professeur d'Otto Cossel (premier professeur de Brahms dès 1841), Ferdinand Thieriot et Johannes Brahms, son élève le plus célèbre qui travaille avec lui dès 1843, pendant dix ans. D'abord seulement pour le piano, puis pour l'écriture. C'est Marxsen qui fait découvrir Bach et Beethoven au jeune musicien. Brahms dédie son Concerto pour piano no. 2, op. 83, à Marxsen, bien qu'en privé, il trouve en lui un professeur terne et revendique n'avoir rien appris de lui. En 1847, année de la mort de Mendelssohn, il écrit : « Si un maître nous a été enlevé, c'est, croyez-moi, un maître autrement plus grand que lui qui s'épanouit en cet enfant merveilleux. »
À Altona (aujourd'hui un quartier de Hambourg), Marxsen fonde (1841) et dirige pendant trente-cinq ans un chœur d'hommes, l’Altonaer liedertafel, et est membre de la Société des Compositeurs de Hambourg. En 1875, il reçoit le titre de directeur de la musique royale prussienne et détenteur de la croix de chevalier de première classe de l'ordre de la branche Ernestine de Saxe. Le 19 novembre 1883, il est fêté pour le cinquantenaire de sa carrière de musicien et est fait membre d'honneur de la Tonküstler-Verein de Hambourg. À l'occasion son ancien élève, J. Brahms lui offre une édition de ses 100 exercices sur un chant populaire. Il reste célibataire toute sa vie.
Il est mort à Altona, âgé de 81 ans.

## Œuvres
En tant que compositeur, il a écrit environ 70 œuvres, dont une pièce orchestrale intitulée Beethovens Schatten (L'ombre de Beethoven), qui a été joué un certain nombre de fois ; cinq symphonies et des ouvertures, mais l'essentiel est composé de musique pour piano et de lieder (poèmes de Heine, Müller, Chamisso...) de pièces pour chœur. Divers arrangements pour orchestre, notamment de Beethoven. Reste aussi quelques numéros du manuscrit d'une opérette, Das Forshaus (juillet/août 1842), mais aucune œuvre religieuse ou sacrée n'apparaît dans son catalogue. Selon Walter Nieman, biographe de Brahms, ses compositions sont d'un « noble artiste, d'un érudit, d'un artisan possédant la plus complète maîtrise de son métier. »

### Piano
- Études, op. 4 no 1
- Sonate en si-bémol majeur, op. 8
- Divertissement pour harpe ou pianoforte, op. 14 (Vienne, c. 1831)[15]
- Fantasie ‘alla moda’ über den Kaffee (Vienne, mai 1831)
- Second impromptu dans le style élégant composé pour le piano-forte, op. 25
- 3 Pièces fugitives, op. 31 (c. 1838)[16]
- 3 Impromptus pour la main gauche, op. 33 (c. 1838)[16]
- 6 Lied ohne Worte, op. 37 (c. 1840)[17]
- 12 Variations sur une vieille mélodie allemande (Kochersberger Bauerntanz), op. 67 no 1
- 15 Variations sur une mélodie finnoise (Die Kantele Spielerin), op. 67 no 2

### Orchestre
Les œuvres pour orchestre d'Eduard Marxsen sont toutes inédites. Les manuscrits sont aux archives de la Société des amoureux de la musique à Vienne, à la bibliothèque universitaire de Hambourg et à la Bibliothèque nationale de Russie à Saint-Pétersbourg.
- Ouverture en si-bémol majeur (c. 1834, Hambourg)
- Aux mânes de Beethoven, Charakteristisches Tongemälde, pour quatre violoncelles obligato et orchestre (ca. 1835) création à Hambourg, au concert Beethoven du 12 novembre 1835. Arrangement pour piano à quatre mains publié comme op. 60. L'instrumentation dit-on, « est digne de Berlioz »[14].
- Symphonie en ut mineur (c. 1834–35, Hambourg)
- Symphonie (en la majeur) (d'après l'opus 47 de Beethoven et un mouvement de la sonate Hammerklavier) (c. 1835–37, Hambourg)
- Ouverture sur Roméo et Juliette (c. 1837, Hambourg)
- Symphonie en la mineur (d'après F. Schubert, sonate D. 845)
- Symphonie en la majeur
- Ouverture sur Le Roi Lear (avant 1845)
- Symphonie no 5 en sol mineur (c. 1844, Hambourg) Création au Tonhalle de Hambourg, le 22 février 1845[18].
- Ouverture de Phèdre (c. 1845, Hambourg)
- Tongemälde pour orchestre en fa mineur (perdu en 1943, puis retrouvé en Russie) L'œuvre est jouée pour son jubilé en 1883.
- Ouverture pour la tragédie d’Othello de Shakespeare
- Der trauernde Rabbi [Le rabbin en deuil]

### Lieder
- Lieder, op. 26
- 3 Deutsche lieder, op. 28
- 5 Poèmes de George Lotz, op. 30
- 5 Poèmes de L. Wiehl, op. 32 (1840, éd. Breitkopf & Härtel)[19]
- Das Deutsche lied, op. 51 (1843, pub. Altona)

### Chorale
- 7 Tafellieder, op. 50 (1843, éd. Breitkopf & Härtel) Poèmes de Goethe, H. Hoffmann, Schiller, L. Wihl, H. Fellersleben, Griepenkerl.
- Wer ist frei ? (1er septembre 1842
- Eisenbahnlied, Tummle sich, wer mit will reisen (22 septembre 1842)
- Neujahrsabremung, Das Jahr eilt zu Ende, pour chœur et cuivres (24 novembre 1842)
- 6 Lieder pour chœur d'hommes à quatre voix, op. 58 (1845, pub. Böhme à Hambourg)
- 4 Lieder pour chœur d'hommes à quatre voix (c. 1845–1846)

## Discographie
- Œuvres pour piano (opus 8, 9, 31 no 3, 37, 67 nos 1 et 2) - Anthony Spiri (26–28 mars/25 juin 2007, CPO 777 319-2) (OCLC 811398467)